# 12878 Erneschiller
A 12878 Erneschiller (ideiglenes jelöléssel 1998 QH11) a Naprendszer kisbolygóövében található aszteroida. A LINEAR projekt keretében fedezték fel 1998. augusztus 17-én.